# Сан-Жозе-да-Лапа
Сан-Жозе-да-Лапа (порт. São José da Lapa) — муниципалитет в Бразилии, входит в штат Минас-Жерайс. Составная часть мезорегиона Агломерация Белу-Оризонти. Находится в составе крупной городской агломерации . Входит в экономико-статистический микрорегион Белу-Оризонти. Население составляет 21 004 человека на 2006 год. Занимает площадь 48,636 км². Плотность населения — 431,9 чел./км².

## История
Город основан 1 января 1993 года.

## Статистика
- Валовой внутренний продукт на 2004 год составляет 187 679 000,00 реалов (данные: Бразильский институт географии и статистики).
- Валовой внутренний продукт на душу населения на 2004 год составляет 9791,00 реалов (данные: Бразильский институт географии и статистики).
- Индекс развития человеческого потенциала на 2000 год составляет 0,747 (данные: Программа развития ООН).